# Hans Brügel
Hans Brügel (* 17. November 1914 in Feuerbach; Württemberg; † 2. Oktober 2009 in Bad Kissingen) war ein deutscher Mediziner.

## Werdegang
Brügel legte 1933 in Feuerbach das Abitur ab und studierte zwischen 1933 und 1938 an den Universitäten Tübingen und München Medizin. Er blieb in der Folge als wissenschaftlicher Assistent an der II. Medizinischen Universitätsklinik München. Im September 1940 wurde er als Sanitätsoffizier für den Dienst an den der Front eingezogen und geriet gegen Kriegsende in sowjetische Gefangenschaft. Er wurde im Kaukasus als Lagerarzt zur Betreuung von 4000 Kriegsgefangenen im Lager 181 in Rustawi eingesetzt. Als er an Dystrophie erkrankte, wurde er 1949 zur Heimkehr nach Deutschland entlassen.
Der weitere Berufsweg gestaltete sich schwierig, bezahlte Stellen für Spätheimkehrer waren nicht vorhanden. Brügel arbeitete daher zunächst als Lektor für medizinische Veröffentlichungen. Er kam dann als Arzt an das Krankenhaus Stuttgart-Bad Cannstatt, an dem er sieben Jahre blieb. Nach kurzer Tätigkeit als Leitender Arzt der Kurklinik Rheinland-Pfalz in Bad Salzig übernahm er 1957 die ärztliche Leitung der Saale-Klinik der Bundesversicherungsanstalt für Angestellte (BfA) in Bad Kissingen, die bis zu seinem Eintritt in den Ruhestand im Jahr 1979 sein beruflicher Wirkungskreis blieb. In seiner Zeit als Arzt in Bad Kissingen arbeitete er auch wieder wissenschaftlich, vornehmlich auf dem Gebiet der Hepatologie und Gastroenterologie. Mit verschiedenen Mitarbeitern wurde er dreimal mit dem Boxberger-Preis ausgezeichnet.

## Ehrungen
- 1952: Verdienstkreuz am Bande der Bundesrepublik Deutschland
- dreifacher Träger des Boxberger-Preises